# پریمیدولول
پریمیدولول (انگلیسی: Primidolol) یک آنتاگونیست گیرنده بتا آدرنرژیک است.